# Glory 5: London
Glory 5: London foi um evento de kickboxing promovido pelo Glory, ocorrido em 23 de março de 2013 na ExCeL Arena em Londres, Inglaterra. O evento não contou com lutas pelo torneio.

## Resultados[1][2]
- Tyrone Spong derrotou Remy Bonjasky por nocaute (cruzado de direita) no segundo round.
- Jordan Watson derrotou Steve Moxon por decisão unânime.
- Albert Kraus derrotou Warren Stevelmans por decisão unânime.
- Steve Wakeling derrotou Eddie Walker por nocaute (chutes nas pernas) no segundo round.
- Danyo Ilunga derrotou Stephane Susperregui por nocaute (joelhada) no segundo round.
- Michael Duut derrotu Dustin Jacoby por nocaute (3 knockdowns) no primeiro round.
- Mosab Amrani derrotu Liam Harrison por nocaute (soco no fígado) no primeiro round.
- Daniel Sam derrotou Jaideep Singh por decisão unânime.
- Johann Fauveau derrotou Constantin Pasniciuc por decisão unânime.
- Reece McAllister derrotou Tim Thomas por decisão unânime.
- Jonatan Oliveira derrotou Nicola Gallo por decisão unânime.
- Marlon Hunt derrotou Andrei Manzolo por decisão.
- Chad Sugden derrotou Sam Wilson por decisão.
- Boris Uhlik derrotou Fraser Weightman por decisão.
- Kerrith Bhella derrotou Sam Omomogbe por decisão.